# Xã Viola, Quận Audubon, Iowa
Xã Viola (tiếng Anh: Viola Township) là một xã thuộc quận Audubon, tiểu bang Iowa, Hoa Kỳ. Năm 2010, dân số của xã này là 166 người.